# Léon Elchinger

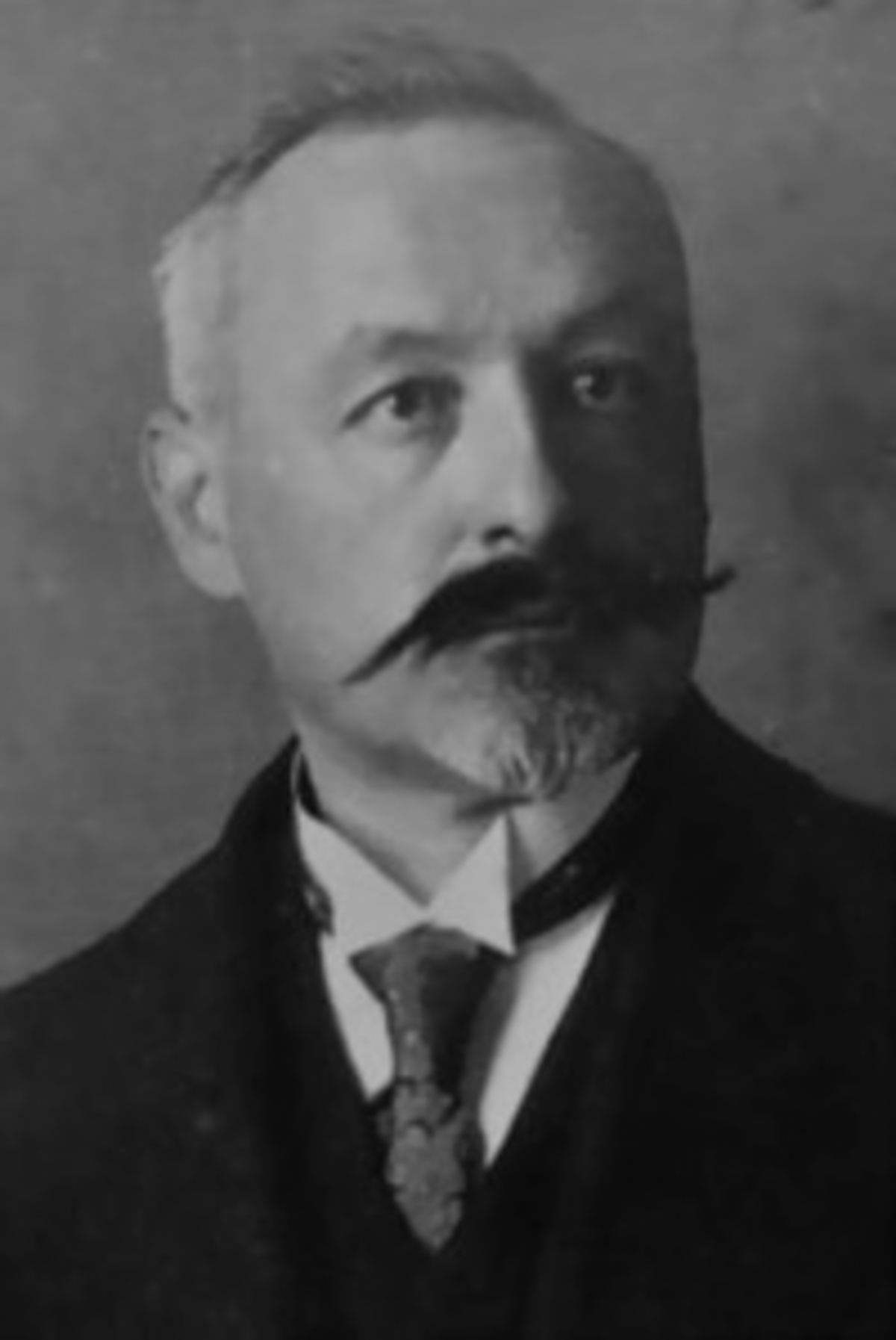
Léon Elchinger (1871–1942)

Léon Elchinger (* 3. Dezember 1871 in Sufflenheim (heute Soufflenheim); † 8. Februar 1942 ebenda) war ein Elsässer Keramikkünstler des Jugendstils und des Art déco.

## Leben und Werk
1834 ließ sich Wendelin Elchinger (1809–1895) als Töpfer in Sufflenheim nieder und gründete seine erste Werkstatt. Er selbst stammte aus einer Töpferfamilie aus der Region. Auf Anregung seines Sohnes Philippe Elchinger (1842–1906), der seine Nachfolge antrat, wurde die Werkstatt in eine kleine Manufaktur umgewandelt. Er produzierte, zusammen mit seinen Söhnen, Ziegelsteine, Dachziegel und Gefäße wie Blumentöpfe. Später plante Philippe Elchinger die Schaffung einer Kunsttöpferei, denn sein jüngster Sohn Léon ließ schon früh eine Begabung zum Zeichnen und Entwerfen erkennen. Künstlerische Keramik erlebte zu dieser Zeit einen Aufschwung. Léon lernte zunächst in der väterlichen Werkstatt, 1888 begann er eine Ausbildung in der Keramikfabrik Villeroy & Boch in Mettlach. Hier lernte er den Stil der Gründerzeit kennen, von Neugotik bis Neoklassik. Er zeichnete sich durch eine Beherrschung auch schwieriger Mal- und Gestaltungstechniken aus. 1889 begann er ein Studium an der Fachhochschule Höhr-Grenzhausen. Er schloss die Ausbildung als Bester seines Jahrgangs ab. 1890 trat er in die École des beaux-arts in Nancy ein, wo er von Ernest Bussiere unterrichtet wurde, er lernte Modellierung und Skulptur. Zwischen 1890 und 1893 studierte er an der neu eröffneten École des arts décoratifs in Straßburg unter Anton Seder. Dieser schlug ihm vor, ein Fresko für das Gebäude der Schule nach Entwürfen von Seder selbst zu realisieren. Hier machte er auch die Bekanntschaft des Glaskünstlers Henri Ott und des Malers Henri Loux.

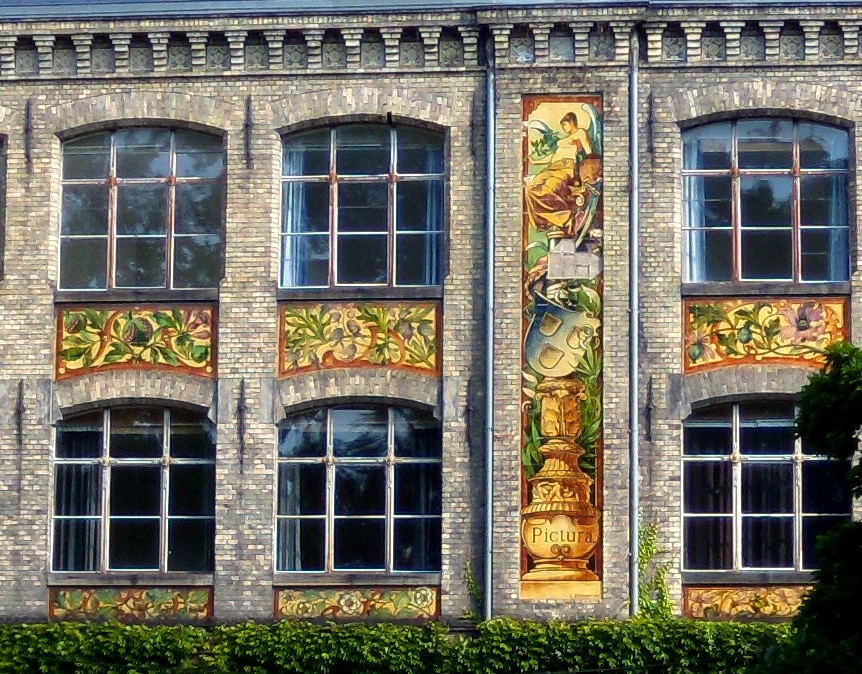
Artsdeco Strasbourg, Mosaik von Léon Elchinger

Nach dieser Ausbildung trat Léon Elchinger in den Familienbetrieb in Sufflenheim ein. Zunächst modernisierte er das Design der angestammten Produkte, Ziegel und Blumentöpfe. 1985 beteiligte sich die Firma Elchinger an der Industrie- und Handwerksausstellung in Straßburg mit einem Brunnen der Allegorie der Meeres-Fauna und Flora. Der Brunnen wurde vom Museum Bern angekauft. Der junge Künstler erhielt vom Deutschen Reich ein Stipendium, um weiter in Europa seine Ausbildung zu vervollkommnen. 1896 fuhr er nach Großbritannien, er arbeitete bei Milton in Stoke-on-Trent und Josiah Wedgwood & Sons Ltd., wo er das englische Antik-Dekor kennenlernte. 1897 arbeitete er einige Monate in der renommierten Zsolnay Porzellanmanufaktur in Pécs in Ungarn. Er reiste weiter nach Florenz, wo er die Keramiken von Luca d’Andrea della Robbia studierte. 1898 kehrte er endgültig nach Soufflenheim zurück und trat in die Firma „Philippe Elchinger und Söhne“ ein. Praktisch jedes seiner Objekte ist ein Einzelstück, er machte sich einen Namen als „Gestalter“ (Designer). Er entwarf Tassen, Übertöpfe, Schmuckschalen, Kerzenhalter und anderes. Er arbeitete mit pflanzlichen Mustern wie Kürbissen, Gurken und anderen Gemüsesorten. Er entwarf glasiertes Steingut, geflammte Keramik und Formstücke. Als Motive wählte er einen Pinienzapfen, Weinzweige, Gänseblümchen oder Libellen, Käfer, Fische oder Störche. Er orientierte sich an Jugendstil und Arts & Crafts. Er entwarf „geflammte“, Keramiken, glänzend oder matt, mit Eisenoxid gefärbt.

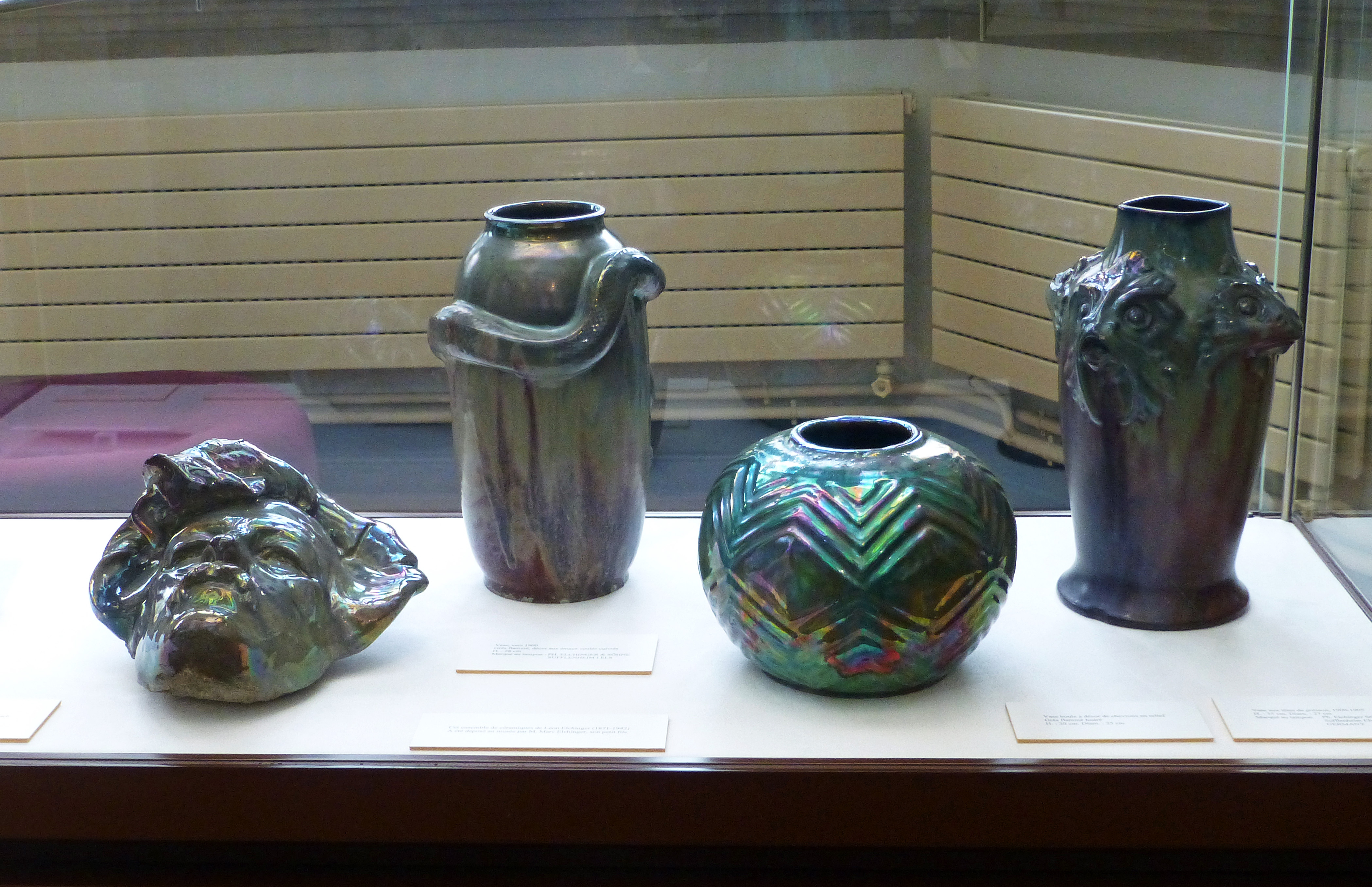
Léon Elchinger, geflammte Keramik, Musée Haguenau

Er verzierte Gebrauchs- oder Schmuck-Keramiken mit Figuren, die typisch für den Jugendstil sind: Delfin, Bär, Frosch, Kröte, Skorpion, Schlange, Drache etc. Er wurde bekannt, Charles Spindler lud ihn zu Treffen der Straßburger Künstlervereinigung Saint-Léonard ein.

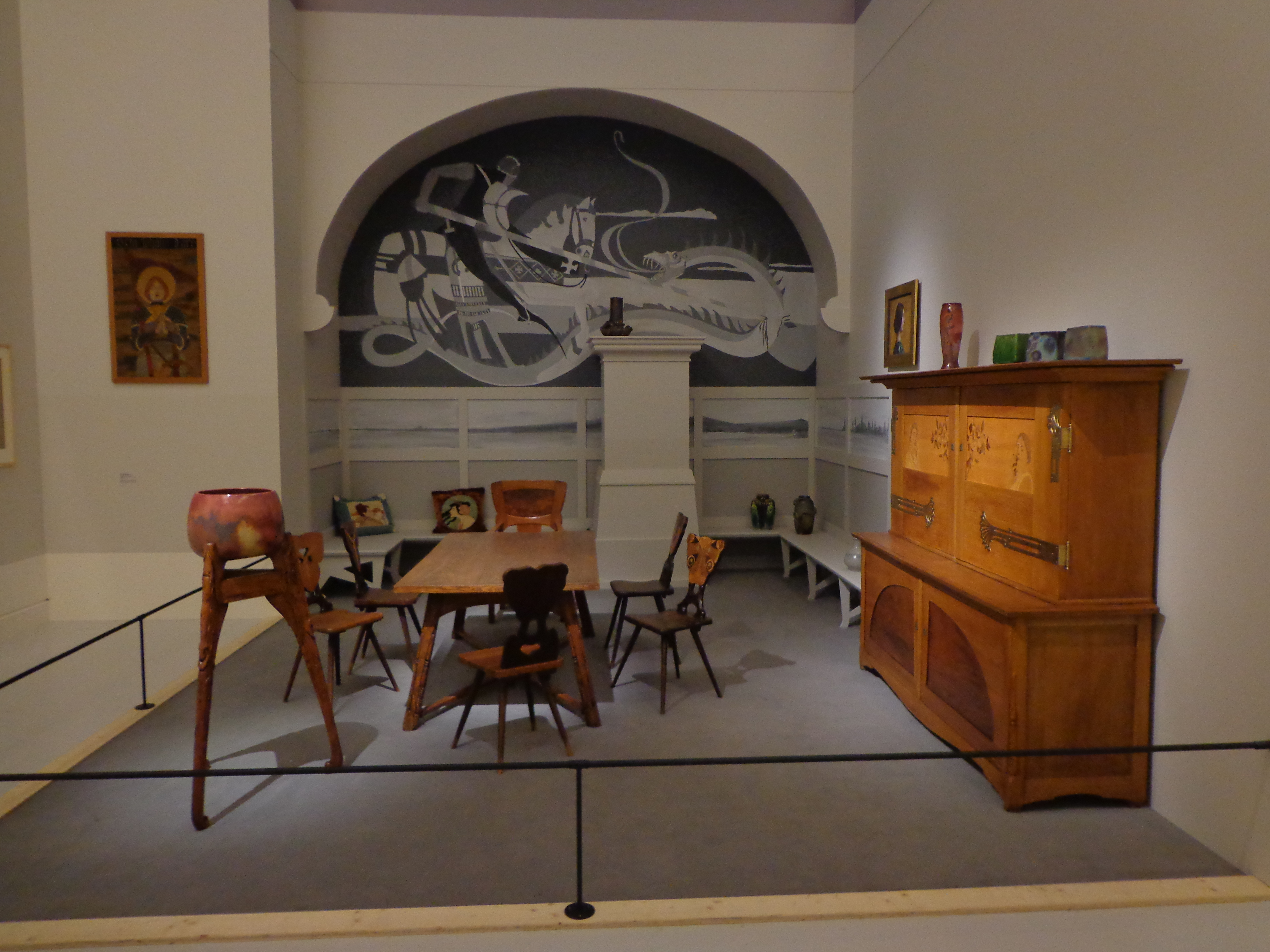
Charles Spindler, Esszimmer von 1902 mit Keramiken von Léon Elchinger

Während des 1. Weltkriegs übernahm Elchinger verschiedene Tätigkeiten in der Verwaltung. 1919 stellte seine Firma ihre Produktion auf Art déco um, Jugendstil war nicht mehr gefragt. Er selbst widmete sich der Keramikskulptur mit religiösen Themen oder Kriegsdenkmälern. Er wurde Spezialist für christliche Kunst und machte sich mit seinem Kreuzweg auf dem Odilienberg einen Namen. Er starb 1942 während des Zweiten Weltkriegs unbeachtet von der Kunstwelt und geriet in Vergessenheit.
In den 2000er Jahren eröffneten die Brüder Walter und Julien Kiwior in Straßburg eine Galerie, die sich auf Kunst aus der Reichslande-Zeit spezialisiert hatte. Durch Zufall stießen sie auf Keramiken von Léon Elchinger. Sie waren begeistert und sammelten und bewarben sie und trugen zur Wiederentdeckung von Léon Elchinger bei. Seine Werke sind heute ausgestellt im Musée d’Orsay in Paris, in der Mathildenhöhe in Darmstadt und im Museum Ny Carlsberg Glyptotek in Kopenhagen, im Musée d’Art moderne et contemporain de Strasbourg und im Musée historique de Haguenau.
Die Familie Elchinger betrieb ihre Keramikmanufaktur in Soufflenheim bis 2016.

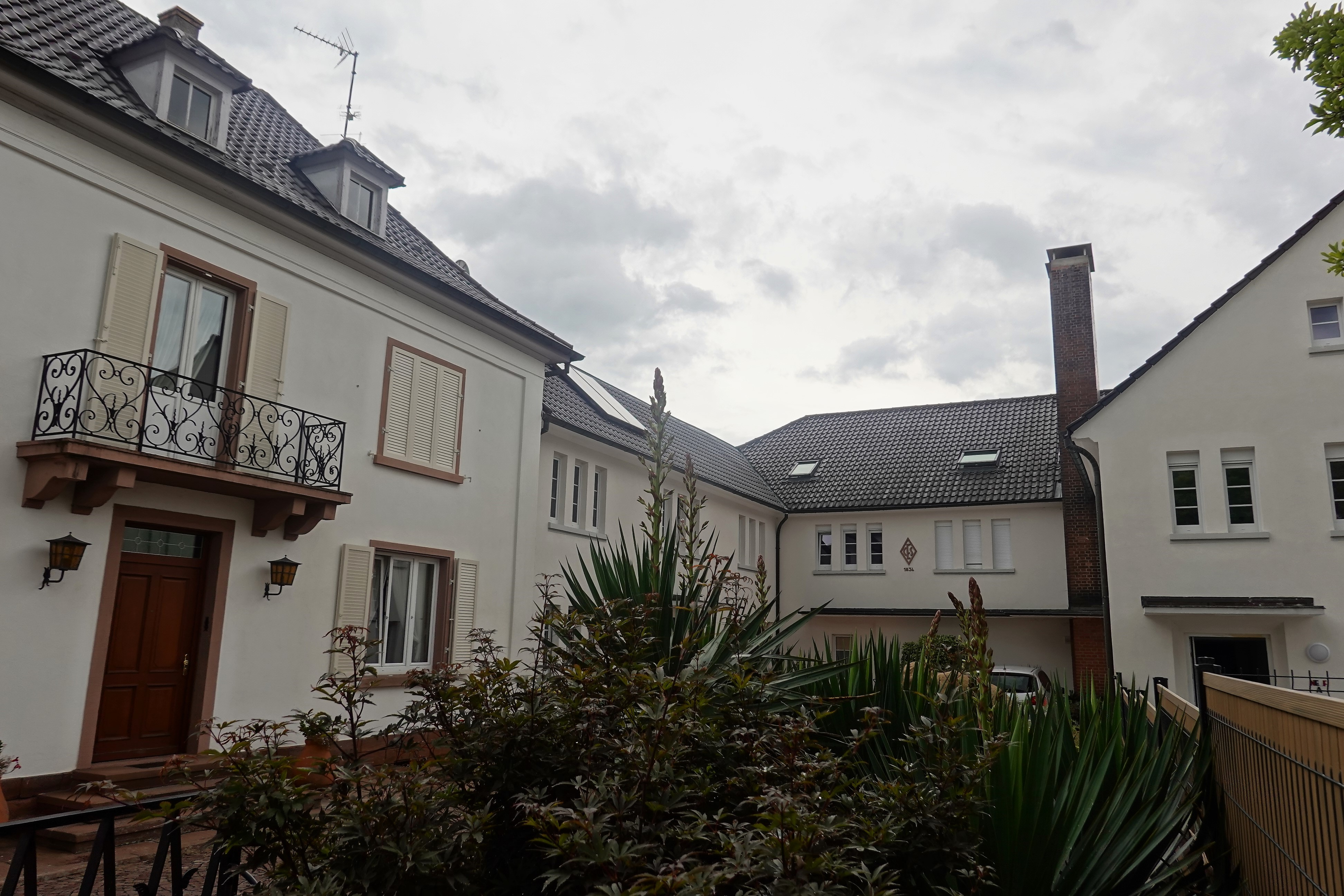
Soufflenheim: Die ehemalige Fabrik Céramiques Elchinger mit Haus der Familie

Léon Elchingers Sohn Léon-Arthur Elchinger wurde Bischof von Straßburg.